# Gimena Accardi
María Gimena de los Milagros Accardi (* 27. května 1985 Buenos Aires, Argentina) je argentinská herečka a modelka.
Herectví se věnuje od dětství, vystupovala ve školních inscenacích. V televizi debutovala v roce 2000 v telenovele Los buscas de siempre, v letech 2001 a 2002 ztvárnila hlavní role v seriálech PH a Kachorra. Působila i v dalších seriálech, z nichž k nejvýznamnějším patří Casi ángeles, kde hrála mezi lety 2007 a 2010. Roku 2007 se poprvé objevila na filmovém plátně v dramatu Dopisy pro Jenny. I v dalších letech převažovala její práce pro televizi (např. Sos mi hombre, Solamente vos, Mi hermano es un clon), hrála však také v několika filmech (např. Re loca, Anoche).
Působí též jako modelka.
V roce 2016 se provdala za herce Nicoláse Vázqueze.